# Nikolski (Alaska)
Nikolski ist ein census-designated place (CDP) in Alaska in den Vereinigten Staaten und gehört zu der Aleutians West Census Area.
Nikolski ist mit 39 Einwohnern (Stand: U.S.Census 2020) auf einer Landfläche von ca. 342,1 km² die einzige noch verbliebene Ortschaft auf Umnak Island. Die Siedlung hat eine eigene Schule und verfügt über einen in der Nähe gelegenen Flughafen.
Niksolski wird seit dem Zensus 1980 als ein census-designated place geführt.